# Lionel de Marmier
Alexandre Léonel Pierre, dit Lionel, de Marmier est un pilote militaire et civil, également pilote automobile, officier français, né à Bellegarde-en-Marche, dans le département de la Creuse dans l'actuelle Nouvelle Aquitaine, le 4 décembre 1897, et mort le 30 décembre 1944 dans un accident aérien entre Alger et la France.
Résistant, figure des Forces aériennes françaises libres, fondateur, le 24 septembre 1941, de la prestigieuse unité Groupe de bombardement Lorraine, il est avant tout l'organisateur des lignes aériennes militaires reliant, de 1941 à 1944, le Moyen-Orient et les territoires d'Afrique rattachés à la France libre.
Avec Marcel Haegelen, il est l'un des rares pilotes à obtenir des victoires aériennes durant les deux guerres mondiales.

## Biographie
Né du marquis François-Raynald de Marmier (dynastie comtoise du château de Ray-sur-Saône, en Haute-Saône) et d'une mère creusoise, Marie-Adèle Picaud (1870-1957), il a deux frères et une sœur, Rose (1896-1978). Son père, officier, capitaine dans l’infanterie, dont c'est le second mariage, reconnaît les deux aînés en 1895. Il est tué au front à Rozelieures le 25 août 1914. Ses frères servent brillamment dans l’aviation. L’un, François, l'aîné (1892-1932) a un pied arraché au cours d’un combat aérien en 1915 ; l'autre, Paul (ingénieur appelé : René, né en 1899), est tué lors d'une collision aérienne au décollage à Morlancourt, le 20 novembre 1916.

### La Première Guerre mondiale
Lionel de Marmier est mobilisé en 1916, à l'âge de dix-huit ans, pour servir dans l'aviation. Il atteint le rang d'As de la Première Guerre mondiale avec six victoires aériennes homologuées, plus trois non homologuées. Il est affecté successivement aux escadrilles  112, 176 et 81. 
Il a partagé avec son ami Fernand Chavannes l'un des rares SAD S.XII, avion embarquant un canon.

### L’Entre-deux-guerres
Dès 1923, il dispute plus qu'honorablement plusieurs courses automobiles. Il termine ainsi troisième du Grand Prix du M.C.F. en octobre 1924 sur le tout nouvel autodrome de Linas-Montlhéry avec une Salmson VAL, puis en 1925 il gagne le premier Prix Icare à Montlhéry devant son équipier Georges Casse, finit deuxième de la Course des 1500 du Meeting de L'Aéro Club de Montlhéry encore, et quatrième du Junior Car Club 200 de Brooklands, le tout sur cyclecar/voiturette Salmson VAL. Il remporte en 1927 le Grand Prix de l'Ouverture pour cyclecars à bord d'une Salmson Grand Prix, en s'imposant dans deux des trois épreuves combinées. Il participe encore à deux reprises aux 24 Heures du Mans, en 1926 (Salmson type DZ 1.2L) et 1927 (Salmson type Grand sport 1.1L), ainsi qu'à quelques courses en Grande-Bretagne, en Belgique (24 Heures de Spa 1926 avec Jacques Edouard Ledure), et en Espagne.
D'octobre 1919 au 26 juin 1930, il est également pilote d'essai chez Nieuport, pilote de ligne à la Compagnie Franco-roumaine de Navigation Aérienne, puis pilote d'essai chez Potez. Il œuvre aussi à l’Aéropostale de 1930 à 1933. 
En 1934, Lionel de Marmier est nommé inspecteur des lignes puis est affecté comme chef pilote d'essais à la direction générale d'Air France, chargé de la réception des nouveaux matériels. De 1936 à 1938, il prend une part active à la Guerre d'Espagne, aux côtés des Républicains espagnols, pour lesquels il transporte du personnel et livre du matériel et des vivres.

### La Seconde Guerre mondiale

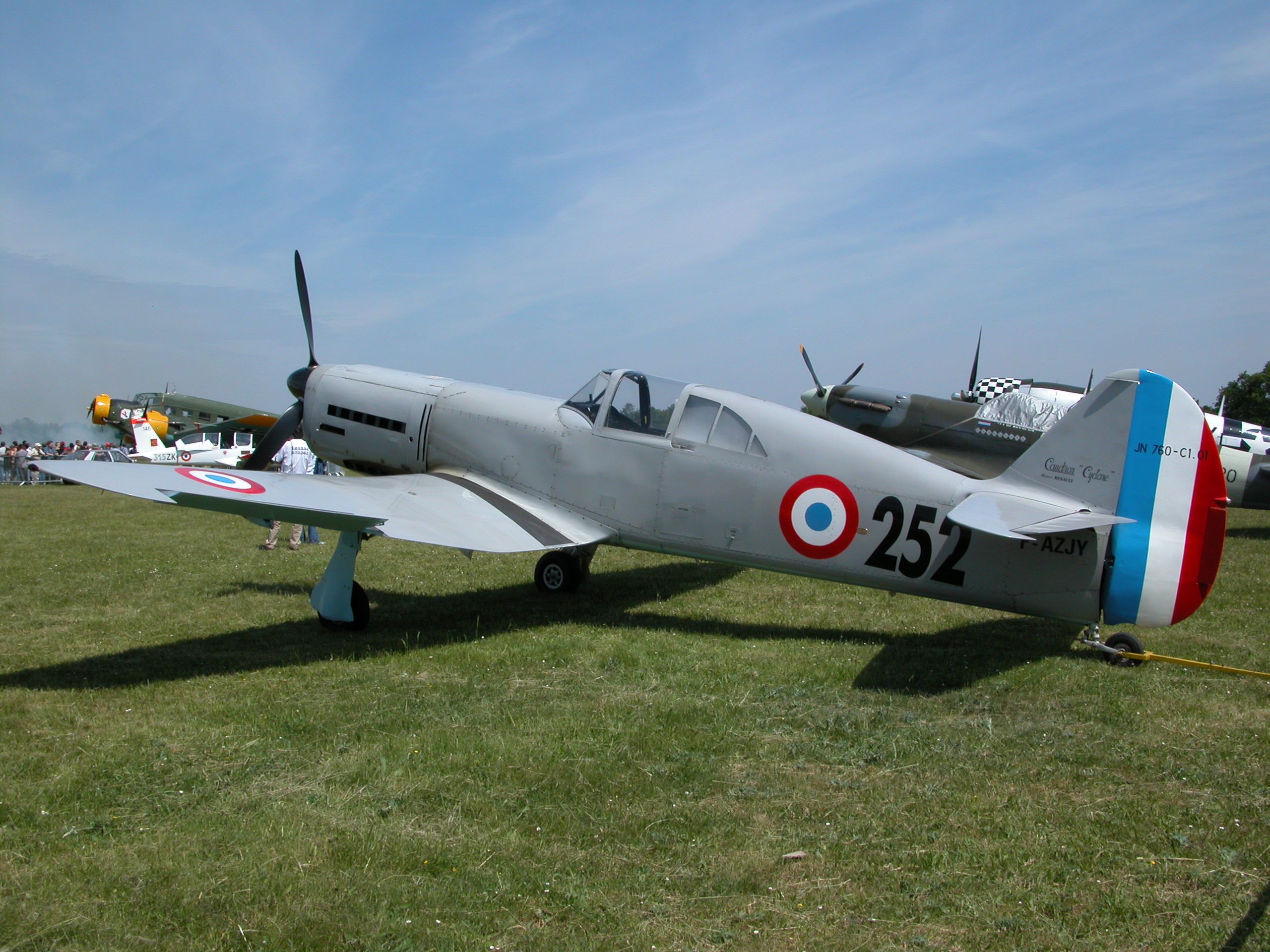
Caudron C.714

Mobilisé en septembre 1939 dans le groupe aérien des transports militaires, en tant que commandant de réserve de l'Armée de l'air, Lionel de Marmier refuse cette affectation et désire reprendre dans la chasse le poste qu'il occupait en 1918. 
En Caudron C.714, il remporte deux nouvelles victoires aériennes, en abattant deux avions allemands au-dessus de Villacoublay, puis une troisième quelques jours plus tard à Étampes. Refusant l'armistice, il passe en Angleterre le 27 juin 1940. Il est le premier officier supérieur de l'Armée de l'air à rallier les Forces françaises libres.
Lionel de Marmier forme un premier groupe de combat, le 12 août 1940. Appelé G.C.1 (Groupe de combat no 1), il est formé de quatre escadrilles. Le Général de Gaulle, le 15 août 1940, lui confie la charge de convaincre les autorités de Dakar, au Sénégal, que l'Afrique occidentale française doit rejoindre la France libre et continuer le combat contre les forces de l'Axe. L'opération de Dakar ayant échoué, le groupe de combat no 1, baptisé « Menace », débarque à Douala (Cameroun) le 23 septembre. Lionel de Marmier rencontre alors celui qui deviendra le maréchal Leclerc, et qui vient de rallier le Cameroun à la France Libre. 
Du 1er au 11 novembre 1940, le Groupe de combat no 1 assure des missions de mitraillage et de bombardement contre les points fortifiés de Libreville (malgré un télégramme officiel lui interdisant au dernier moment cette opération) et de Port-Gentil. Le Gabon se rallie enfin à la France Libre. Les avions du Groupe de combat no 1, regroupés à Fort-Lamy avec ceux de trois escadrilles du groupe TOPIC, forment le G.R.B.1 (Groupe réservé de bombardement no 1) à partir du 25 novembre. Le 25 novembre 1940, Lionel de Marmier est nommé chef d'état major des Forces françaises libres au Moyen-Orient.
En janvier 1941, Lionel de Marmier crée une base à l'oasis de Ounianga-Kébir d'où partent les missions de bombardement vers les positions italiennes de Koufra, les 2, 5 et 10 février 1941, appuyant ainsi la marche de Leclerc. Le lieutenant-colonel de Marmier est désigné par le Général de Gaulle, le 22 mars 1941, pour organiser les unités de chasse et de bombardement au Moyen-Orient. À cet effet, il est nommé Adjoint Air du général Catroux au Caire. Le Général de Gaulle désirant regrouper tout le personnel disséminé dans les unités britanniques sous la cocarde française, Lionel de Marmier replie le personnel et le matériel du Groupe réservé de bombardement no 1 à Damas, le 13 août 1941. Le 24 septembre 1941, il fonde alors le Groupe « Lorraine » (le G.R.B.1 devient le Groupe de bombardement no 1 « Lorraine », G.B. Lorraine). 
Au printemps 1941, malgré le désir de Lionel de Marmier de commander une unité engagée, le Général de Gaulle lui confie la tâche importante d'organiser les lignes aériennes militaires françaises (LAM), avec l'objectif de relier le Moyen-Orient aux territoires présents en Afrique-Équatoriale française et en Afrique-Occidentale française, rattachés à la France libre. En dépit des difficultés et du manque de matériel et de personnel, les lignes aériennes militaires fonctionnent dès la fin 1941. Ce système de transport prend alors une importance considérable, par le transport de personnels, de matériels et de vivres qu'il permet. Lionel de Marmier en est nommé directeur en 1943.
Le 15 mars 1942, Lionel de Marmier est nommé colonel et, en 1943, il reçoit à Alger les félicitations du Général de Gaulle. Le 7 août 1943, le gouvernement de Vichy le fait condamner à mort, à la dégradation militaire et à la confiscation de tous ses biens par le tribunal maritime permanent de Toulon, pour crime de trahison. À la Libération, il atterrit en France et accompagne le Général de Gaulle à Paris. Lors de la descente des Champs-Élysées, le protocole le place au même rang que les généraux. Du 24 novembre au 16 décembre 1944, il fait partie de la mission Paris-Moscou qui prépare le pacte Franco-Russe entre Staline et de Gaulle. 

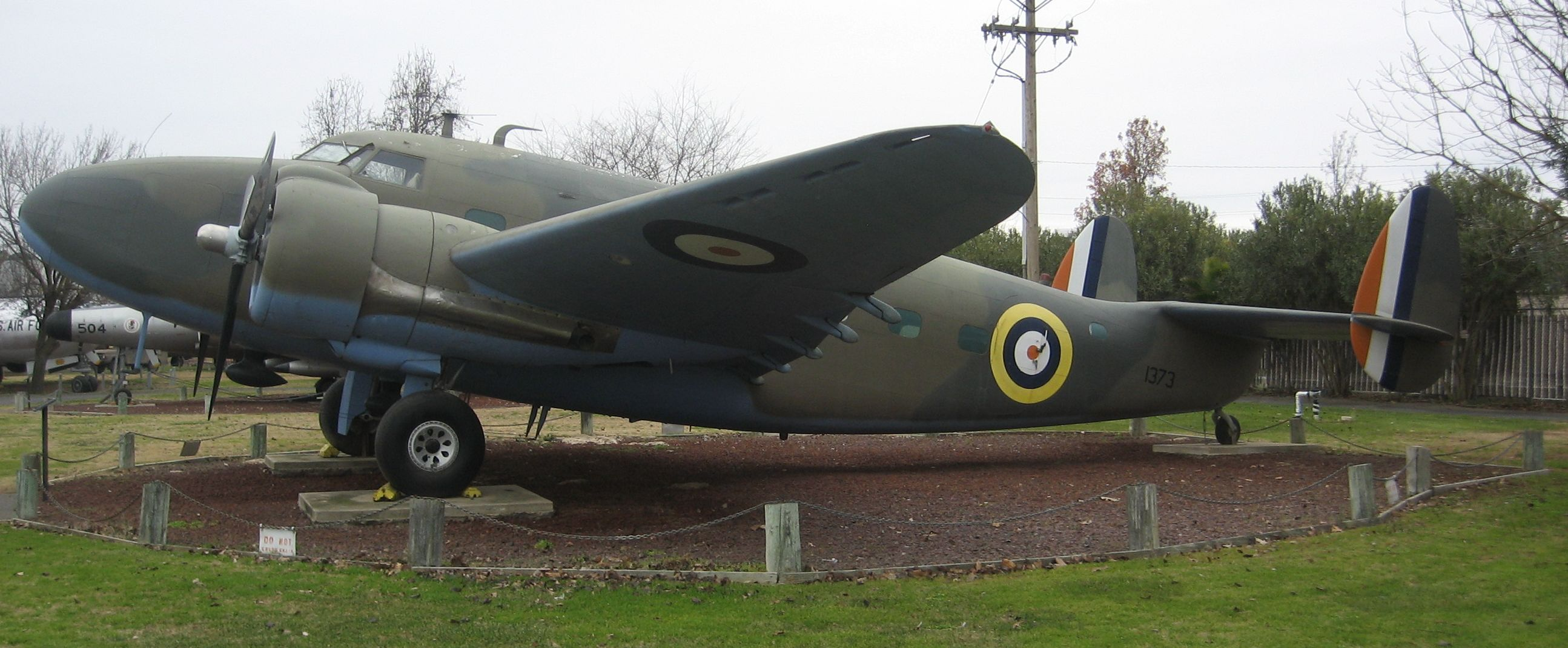
Lockheed L-18 Lodestar.

Le 30 décembre 1944, Lionel de Marmier trouve la mort en plein ciel et disparaît en mer au large des Baléares, à l'âge de 47 ans,, dans l'avion bimoteur Lockheed Lodestar qui le ramenait d'Alger en France pour prendre la direction d'Aéroport Air France. Les circonstances de l'accident n'ont jamais été élucidées. Son corps est retrouvé à la dérive le 4 avril 1945, muni de ses papiers, au large de la Sicile à une quarantaine de kilomètres de Trapani. Le navire patrouilleur américain qui l'identifie le confie à la mer.
Après sa mort, Lionel de Marmier est promu général de brigade aérienne à titre rétroactif à compter du 25 septembre 1943.
Marié à Marie-Yvonne Langlais (1906-1985), il est le père de François et de René.

## Hommages
- L'ex-base aérienne de Toulouse-Francazal portait son nom[13].
- L'Air Mémorial Creusois consacre à son souvenir une exposition permanente constituée d’objets personnels confiés par sa famille[réf. nécessaire].
- Dans sa ville natale, une plaque est apposée au mur de sa maison d'enfance ; le stade municipal porte son nom[réf. nécessaire].
- Des rues portent son nom à Chelles, Biscarosse et Toulouse[réf. nécessaire].
- La promotion 2010 de l'École de l'air porte son nom[9].
- Son nom figure sur la stèle aux Français libres, inaugurée au Tréport en 2022[14].
- Son nom a été donné à un hydravion, le Latécoère 631[réf. nécessaire].

## Distinctions

### Décorations
Lionel de Marmier est récipiendaire des décorations suivantes :
- Commandeur de la Légion d'honneur (décret du 20 janvier 1936) ; officier par décret du 15 février 1930, chevalier par décret du 14 octobre 1920[15]
- Médaille militaire (arrêté du 2 juin 1918)[15]
- Croix de guerre 1914-1918 avec neuf palmes et une étoile[15]
- Médaille de la Résistance française à titre posthume (31 mars 1947)[16]
- Médaille de l'Aéronautique à titre posthume (25 juin 1945)

### Reconnaissance
- « Mort pour la France » en service aérien commandé